# The Defenders (série de TV de 2010)
The Defenders é uma série de televisão norte-americana estrelada por Jim Belushi e Jerry O'Connell, a série que estreou em 22 de Setembro de 2010 na CBS, foi exibida no Brasil pela Sony. A primeira temporada da série é composta por 18 episódios.

## Enredo
A série conta a história do escritório de Advocacia Morelli comandado por Nick Morelli (Jim Belushi) e por seu sócio Pete Kaczamarek (Jerry O'Connell), que só está na profissão para conseguir mulheres, carros e dinheiro, a série conta ainda com Lisa Tyler (Jurnee Smollett), ex-dançarina que se tornou advogada e Zoey Waters (Tanya Fischer), a jovem assistente, fiel aos seus patrões. The Defenders mostra ainda as dificuldades familiares de Nick Morelli, que tem de manter um casamento em crise e estar presente na vida do filho.
A série causa um pouco de nostalgia, por ser bem parecida com a série Perry Mason, exibida pela mesma CBS entre 1957 e 1966.

## Elenco
- James Belushi como Nick Morelli
- Jerry O'Connell como Pete Kaczmarek
- Jurnee Smollett como Lisa Tyler
- Tanya Fischer como Zoey Waters
- Teddy Sears como Thomas Cole

## Episódios da 1ª Temporada
Episódio 1: Pilot
Episódio 2: Las Vegas v. Reid
Episódio 3: Nevada vs Carter
Episódio 4: Nevada v. Cerrato
Episódio 5: Nevada v. Sen. Harper
Episódio 6: Nevada v. Rodgers
Episódio 7: Las Vegas v. Black Betty
Episódio 8: Nevada v. Killa Diz
Episódio 9: Whitten v. Fenlee
Episódio 10: Nevada v. Dennis
Episódio 11: Nevada v. Riley
Episódio 12: Nevada v. Wayne
Episódio 13: Nevada v. Donnie The Numbers Guy
Episódio 14: Nevada V. Doug The Mule
Episódio 15: Nevada v. Hunter
Episódio 16: Noland v. Galloway Pharmaceuticals
Episódio 17: Nevada v. Greene
Episódio 18: Morelli v. Kaczmarek (Final da temporada)